# Cap Circoncision
El cap Circoncision (en noruec: Kapp Circoncision; literalment "cap de la circumcisió") és un cap i una península situat a l'extrem nord-occidental de l'illa de Bouvet. La petita península va ser albirada per l'exploració naval francesa que va ser dirigida per Jean-Baptiste Charles Bouvet de Lozier l'1 de gener de 1739, que és el dia la festa de la Circumcisió, que li dona nom. El cap va ser la ubicació triada per al campament base de l'expedició noruega entre el 1928 i el 1929.